# Краварица
Краварица (на сръбски: Краварица; на албански: Kravaricë) е село в Косово, разположено в община Гниляне, окръг Гниляне. Населението му според преброяването през 2011 г. е 264 души, от тях: 264 (100 %) албанци.

## Население
Численост на населението според преброяванията през годините:
- 1948 – 152 души
- 1953 – 176 души
- 1961 – 214 души
- 1971 – 298 души
- 1981 – 306 души
- 1991 – 356 души
- 2011 – 264 души